# Гаглоев, Георгий Давидович
Георгий Давидович Гаглоев (1900—1956 г) — советский хозяйственный, государственный и политический деятель.
Являлся первым Председателем Верховного Суда Северо-Осетинской АССР, а также членом Президиума и заместителем председателя Президиума Верховного Совета РСФСР 1-го созыва.
В довоенные годы был избран первым председателем Президиума Верховного Совета Северо-Осетинской АССР.
Имеет правительственные награды, в частности, удостоен ордена Ленина.

## Биография
Гаглоев Георгий Давидович, родился 25.05.1900 года в крестьянской семье в Джавском районе, селении Кусчита. 

В 1920 году семья вынуждена была перебраться в Северную Осетию (после разгрома Юго-Осетинской АО грузинскими меньшевиками), селение Ногир. 

С 1920 года по 1926 год Георгий Давидович жил и работал в селении Ногир, где вступил в комсомол. Трудовую деятельность начал в 1926 году на заводе «Кавцинк» (ныне «Электроцинк»), рабочим-сдирщиком. В 1927 году Георгий Давидович был принят в партию ВКП(б). 

С 1932 по 1937 год Гаглоев Г. Д. был слушателем рабочего факультета Северо-Кавказского педагогического института. В 1937 году направлен на курсы пропагандистов при Северо-Осетинском обкоме ВКП(б). По окончании курсов в 1937 году Георгий Давидович работает Председателем Верховного Суда Северо-Осетинской АССР, a с 1938 года — членом Президиума и заместителем председателя Президиума Верховного Совета РСФСР. 

С должности Георгий Давидович ушел в 1947 году, по состоянию здоровья.
Георгий Давидович умер в 1956 году, похоронен на фамильном кладбище в селении Ногир.

### Политическая деятельность
24 июля VII съездом Советов была принята Конституция СО АССР, а 26 июля 1938 года состоялась первая сессия Верховного Совета Северо-Осетинской АССР. На ней был избран Президиум Верховного Совета Северо-Осетинской АССР и образовано правительство республики, Совет народных комиссаров. 
Первым председателем Президиума Верховного Совета Северо-Осетинской АССР стал Гаглоев Георгий Давидович, и этот высокий, ответственный пост он занимал в период с 1938—1947 гг. 
Во главе депутатского корпуса Георгий Давидович проработал в сложные, как для страны, так и республики предвоенные, военные и послевоенные годы.

### Великая Отечественная война
В годы Великой Отечественной войны Гаглоев Георгий Давидович, будучи в должности Председателя Президиума Верховного Совета Северной Осетии регулярно выезжал в прифронтовые зоны, поддерживал боевой дух солдат. Принимал участие и организовывал строительство оборонительных сооружений. В числе первых лиц выезжал в освобожденные от фашистов населенные пункты, помогал населению, проводил агитационную работу, направленную на помощь Красной Армии. 
13 августа 1942 г. выступил с речью в г. Орджоникидзе у братской могилы солдат революции на многотысячном митинге представителей Дона, Кубани, Ставрополья, Кабардино-Балкарии, Северной Осетии, Чечено-Ингушетии и Дагестана. Его участники, выражая волю народов Северного Кавказа, поклялись отдать все силы разгрому ненавистного и вероломного врага. В обращении «Ко всем народам Северного Кавказа» словами великого осетинского поэта Коста Хетагурова говорилось, что «лучше умереть народом свободным, чем кровавым потом рабами деспоту служить». 
Считается, что это событие сыграло важную роль в сражении у Эльхотовских ворот.

### Семья
Отец — крестьянин Давид Джишович Гаглоев. 
Мать — Маро Худзиева. 
В семье — 5 братьев и 2 сестры. 
Супруга — Нина Захаровна Коченова.

### Награды
Деятельность Гаглоева Георгия Давидовича в годы Великой Отечественной войны отмечена высокими правительственными наградами страны:
- Орденом Ленина — за успешное выполнение заданий Правительства по строительству оборонительный рубежей
- Орденом Трудового Красного Знамени — за успешное развитие промышленности и сельского хозяйства Северо-Осетинской АССР
- Медалью «За оборону Кавказа»
- Медалью «За доблестный труд в Великой Отечественной войне 1941—1945 гг»

### Память
В 2021 году во Владикавказе состоялось открытие мемориальной доски Георгию Гаглоеву. У дома на ул. Тамаева, 33, представители фамилии, государственные служащие всех уровней, аппарат Верховного суда республики, парламентарии и общественность отдали дань памяти выдающемуся человеку прошлого столетия.
Почетное право открыть мемориальную доску предоставили Председателю Верховного суда Северной Осетии Беку Магометову и заместителю председателя Парламента РСО-Алания Асланбеку Гутнову.

В краеведческом музее Северной Осетии находятся документы и государственные награды Георгия Давидовича Гаглоева.